# Шпрендлинген (Рейнхессен)
Шпрендлинген (нем. Sprendlingen) — община в Германии, в земле Рейнланд-Пфальц.
Входит в состав района Майнц-Бинген. Подчиняется управлению Шпрендлинген-Гензинген. Население составляет 4000 человек (на 31 декабря 2010 года). Занимает площадь 13,03 км².